# El somni de Dante
El somni de Dante (el seu títol complet era El somni de Dante en el moment de la mort de Beatrice) és una pintura a l'oli de 1871 realitzada per l'artista anglès prerafaelita Dante Gabriel Rossetti. Està exposada a la Walker Art Gallery, de Liverpool, Anglaterra.
Rossetti va tenir un interès de per vida pel poeta italià Dante Alighieri. La pintura va ser inspirada pel poema de Dante Vita Nuova. En aquest poema Dante somia que és portat al llit de mort de Beatrice Portinari, que era l'objecte del seu amor incomplert. Dante, en negre, es queda mirant cap a Beatrice moribunda que jeu al llit. Dues figures femenines en verd sostenen un dosser sobre ella. Un àngel en vermell agafa la mà de Dante alhora que s'inclina cap endavant per besar a Beatrice.
En la pintura, Rossetti crea un món visionari amb símbols complexos. Així, la roba verda de les assistents de Beatrice, que significa esperança; les flors primaverals del primer pla que simbolitzen la puresa; i els coloms vermells per l'amor.
És la pintura més gran de Rossetti. La model per a Beatrice va ser Elizabeth Siddal, la dona de Rossetti. Marie Spartali Stillman (dreta) i Alexa Wilding (esquerra) són les dues donzelles assistents. La Walker Art Gallery va comprar la pintura directament de l'artista el 1881 per 1.575£ (equivalent a 140,000£ de 2015). El 1897 va ser enviada a Berlín per ser fotografiada, i es va anotar que estava "en condició de brutícia". Un altre cop el 1904 la pintura va ser valorada en "una condició dolenta" i es va considerar que havia empitjorat pel seu viatge a Berlín. La pintura va ser llavors enviada el 1908 a la National Gallery de Londres per ser restaurada, afegint una tela nova pegada a l'original pel seu revers. Durant la Segona Guerra Mundial, va ser treta del seu bastidor, enrotllada i emmagatzemada al soterrani de la galeria. El 1941 la pintura va ser traslladada, juntament amb altres grans pintures de la galeria, a l'Ellesmere University de Shropshire. Es va deixar constància que havia patit algun dany. Es varen dur a terme feines de conservació el 1960 i el 1985. Va ser examinat el 2003 i trobat en bones condicions, sense evidència de reincidència dels problemes anteriors.